# Todo cine (programa de televisión)
Todo cine fue un programa de televisión emitido por La Sexta 3 entre el 28 de febrero de 2012 y el 5 de mayo de 2014. En él se repasaba la actualidad cinematográfica, los últimos estrenos de la semana del cine español e internacional, y se realizaban reportajes y entrevistas a personas relacionadas con el mundo del cine.

## Estructura del programa
- Estrenos: Se realizaban varios reportajes con los estrenos más importantes de la semana. También informaban de los futuros estrenos, próximos trabajos de actores, directores, etc., así como la crónica de rodajes en curso.
- Reportaje: Las mejores escenas, entrevistas a actores y directores, comparativas, realización de películas, celebraciones, guías de películas, etcétera.
- Actualidad: Se promocionaban las películas que constituían la programación del canal, sobre todo las que se emitían en prime time. Además, se comentaban noticias sobre actores, actrices, directores y personajes públicos relacionados con el mundo del cine.
- Tú criticas: A la salida del cine, diversos reporteros entrevistaban a los espectadores, que ofrecían su opinión sobre determinada película ante la cámara.
- 6 razones para ver...: Daban diferentes motivos para ver una película.
- Marca de la casa: Aparecían las curiosidades, manías y supersticiones de los directores como objetos que aparecen en todas ellas, planos favoritos de los directores, tipos de guiones, actores que aparecían en bastantes películas de un mismo director, etcétera.
- Making of: Se mostraba cómo se rodaron las películas, los secretos del rodaje, los escenarios y las diferentes técnicas.
- Gazapos de cine: Los errores perceptibles de las películas formaban parte de esta sección.
- Guía de viajes: Invita a visitar los lugares en los que se han rodado las películas de todos los tiempos.
- Ciencia o ficción: Se desvelaban varias curiosidades de las películas de ficción.
- Bricocine: Indicaban cómo hacen los efectos especiales y los objetos de las películas.
- Chistes de cine: Se recogían los mejores chistes que forman parte de las películas.
- La escena más difícil: Los directores de cine contaban cuál era, según su opinión, la escena más complicada de alguna de sus películas.
- Quién te ha visto y quién te ve: Se mostraba el pasado y el presente de los actores y actrices más conocidos.
- Bandas sonoras: En ocasiones, el programa daba cabida a algunas bandas sonoras de películas.